# 伊林登峰

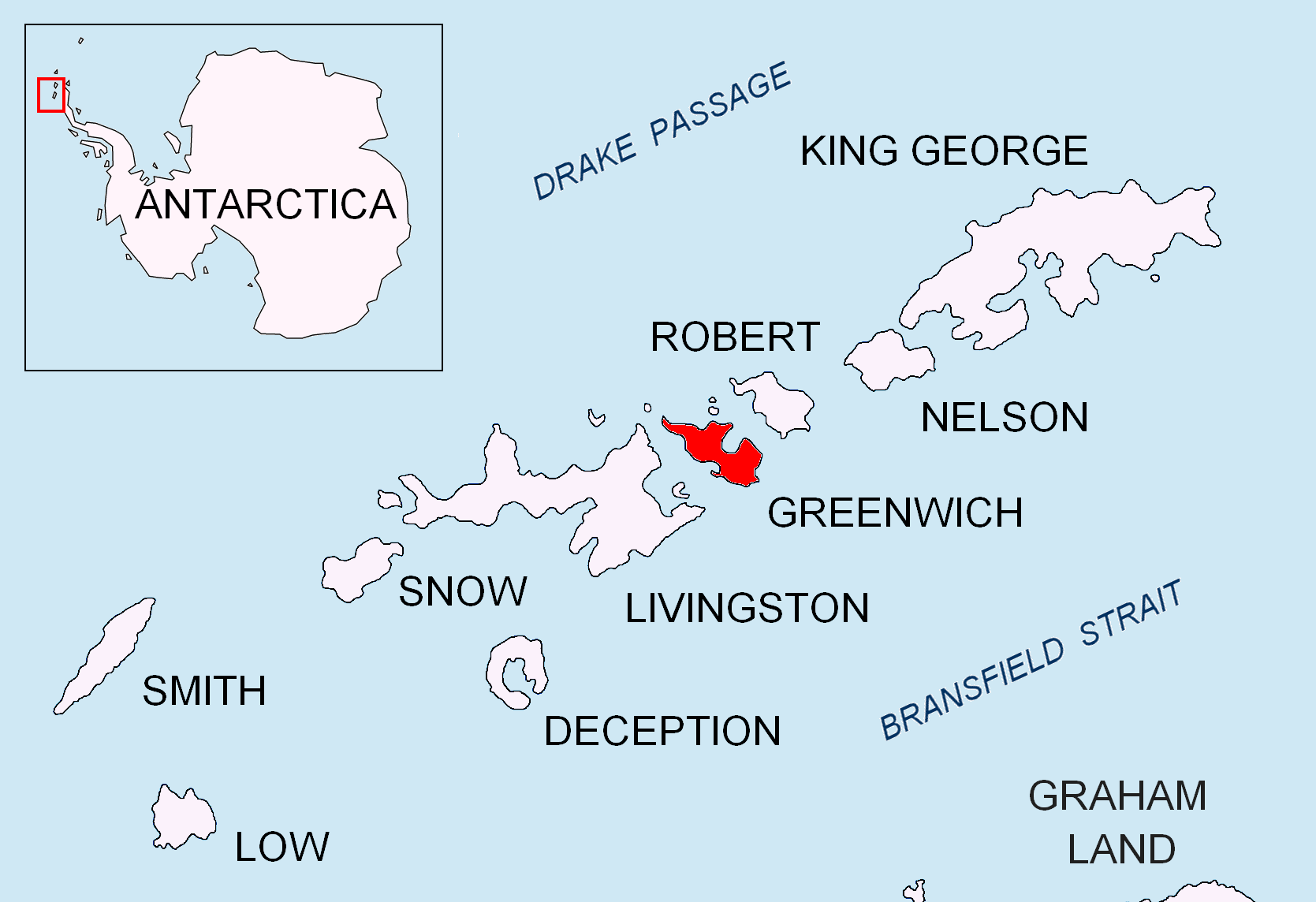

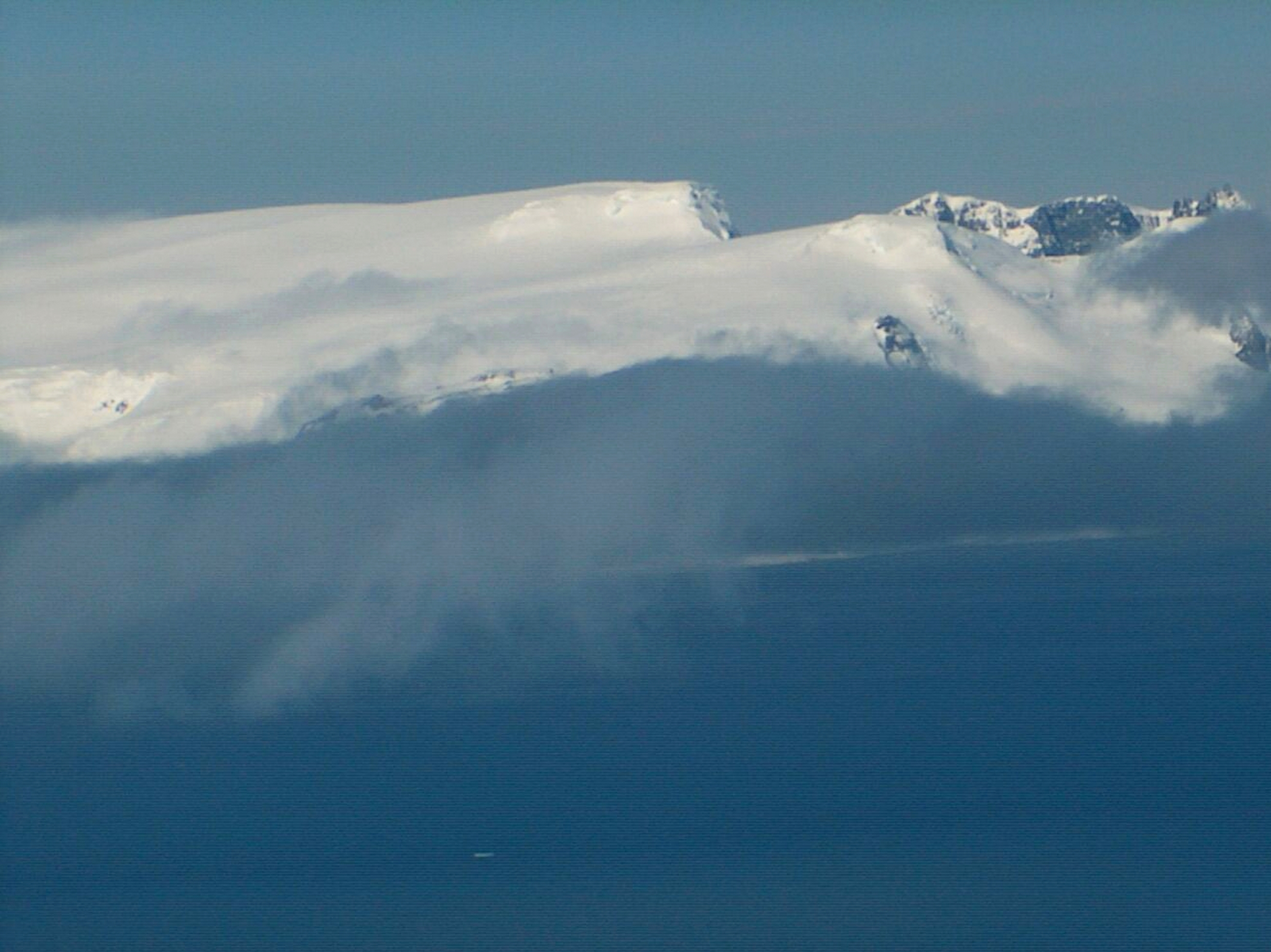

伊林登峰是南極洲的山峰，位於南設得蘭群島中格林尼治島的布雷茲尼克高地，處於邁斯托拉峰以北0.94公里和拉茲格勒峰東北面1.22公里，海拔高度620米。
62°32′08.5″S 59°41′43″W / 62.535694°S 59.69528°W